# Gianni Garko
Gianni Garko született Giovanni Garcovich (Zára, 1935. július 15. –) horvát származású olasz színész, akit a spagettiwestern tett ismertté. Különösen Sartana figurája miatt lett népszerű.

## Pályafutása
Az akkori Jugoszláviában született. Apja horvát volt, míg anyja olasz. Olaszországban Rómában egy egyetemen színiiskolába járt. A kápó című Oscar-díjra jelölt filmben feltűnően jó alakítást nyújtott 1959-ben, ezt követően szereplője volt az ókori római és görög témákat feldolgozó saru és kard filmeknek, a Don Camillo elvtárs c. filmmel viszont majdnem elbukott.

## Spagettiwesternek és más filmek
1966-ban, mikor elindult az olasz vadnyugatifilm virágkora, Anthony Steffennel a Mille dollari sul nero c. Alberto Cardone-westernnel végül kitört az ismeretlenségből. Itt játszotta először Sartanát. Sartana egy eléggé jellegzetes figurája a spagettiwesterneknek, mint Sergio Corbucci Djangoja, amit 1966-ban forgatott Franco Neróval. Ami közös bennük, hogy mindketten feketében járnak, Sartana ezzel szemben ügyel a külsejére, ruhája elegáns és nagy hazárdjátékos, nem szűkszavú. Neki is széles körű fegyverarzenálja van és eléggé trükkös módszereket vett be olykor ellenfelei ellen. Django akkora sikert aratott, hogy rengeteg hivatalos, vagy épp nem hivatalos folytatás készült belőle. Ugyancsak Sartana-filmekből még négy hivatalos és tizenegy nem hivatalos folytatás van, amelyek közül néhányban Garko ismét főszereplő volt. Két westernben Sartana mellett Django is felbukkan.
Garko filmográfiájába számos más műfaj, így erotikus vígjátékok, maffiafilmek és drámák is tartoznak. Szerepet kapott amerikai filmekben, így a Pretty Baby 1978-as feldolgozásában, korábban 1970-ben a Waterloo c. olasz-szovjet szuperprodukcióban. Garko azonban kétségtelenül az olasz westernekben nyújtott alakításáért vált népszerűvé.